# La candidata perfecta
La candidata perfecta (àrab: المرشحة المثالية, Al-muraxxaḥa al-miṯāliyya) és una pel·lícula dramàtica de l'Aràbia Saudita del 2019 dirigida per Haifaa al-Mansour. Va ser seleccionada per competir pel Lleó d'Or al 76è Festival Internacional de Cinema de Venècia. També va ser seleccionada com a entrada de l'Aràbia Saudita a la millor pel·lícula internacional als 92è Premis de l'Acadèmia, però no va ser nominada.

## Trama
La candidatura d'una jove metgessa saudita a les eleccions locals obliga la seva família i la seva comunitat a acceptar la primera dona candidata de la seva ciutat.

## Repartiment
- Mila Al Zahrani com a Maryam
- Nora Al Awadh com a Sara
- Dhay com a Selma

## Crítica
A l'agregador de ressenyes Rotten Tomatoes, la pel·lícula té una puntuació d'aprovació del 93% basada en 81 crítiques, amb una valoració mitjana de 7.3/10. El consens dels crítics del lloc web diu: "Una pel·lícula de missatges admirable per la seva subtilesa i la seva execució, The Perfect Candidate s'enfronta a l'opressió i defensa poderosament el canvi". A Metacritic, la pel·lícula té una puntuació mitjana ponderada de 70 sobre 100, basada en 14 crítics, la qual cosa indica "crítiques generalment favorables".
Escrivint per a The Hollywood Reporter, Deborah Young va qualificar la pel·lícula de "conte feminista simplista amb una heroïna irresistible" i va dir: "La candidata perfecta ofereix una visió sincera de la societat saudita que despertarà la curiositat del públic occidental".

## Premis
- Premi Brian al 76è Festival Internacional de Cinema de Venècia[7]